# Levedi
 (juin 2023).
La mise en forme du texte ne suit pas les recommandations de Wikipédia : il faut le « wikifier ».
Les points d'amélioration suivants sont les cas les plus fréquents :
- Les titres sont pré-formatés par le logiciel. Ils ne sont ni en capitales, ni en gras.
- Le texte ne doit pas être écrit en capitales (les noms de famille non plus), ni en gras, ni en italique, ni en « petit »…
- Le gras n'est utilisé que pour surligner le titre de l'article dans l'introduction, une seule fois.
- L'italique est rarement utilisé : mots en langue étrangère, titres d'œuvres, noms de bateaux, etc.
- Les citations ne sont pas en italique mais en corps de texte normal. Elles sont entourées par des guillemets français : « et ».
- Les listes à puces sont à éviter, des paragraphes rédigés étant largement préférés. Les tableaux sont à réserver à la présentation de données structurées (résultats, etc.).
- Les appels de note de bas de page (petits chiffres en exposant, introduits par l'outil «  Source ») sont à placer entre la fin de phrase et le point final[comme ça].
- Les liens internes (vers d'autres articles de Wikipédia) sont à choisir avec parcimonie. Créez des liens vers des articles approfondissant le sujet. Les termes génériques sans rapport avec le sujet sont à éviter, ainsi que les répétitions de liens vers un même terme.
- Les liens externes sont à placer uniquement dans une section « Liens externes », à la fin de l'article. Ces liens sont à choisir avec parcimonie suivant les règles définies. Si un lien sert de source à l'article, son insertion dans le texte est à faire par les notes de bas de page.
- La présentation des références doit suivre les conventions bibliographiques. Il est recommandé d'utiliser les modèles {{Ouvrage}}, {{Chapitre}}, {{Article}}, {{Lien web}} et/ou {{Bibliographie}}. Le mode d'édition visuel peut mettre en forme automatiquement les références.
- Insérer une infobox (cadre d'informations à droite) n'est pas obligatoire pour parachever la mise en page.

Pour une aide détaillée, merci de consulter Aide:Wikification.
Si vous pensez que ces points ont été résolus, vous pouvez retirer ce bandeau et améliorer la mise en forme d'un autre article.
Levedi, ou Lebed, Lebedias, Levedias et Lebedi, était le premier Grand-Prince connu de Hongrie.
Selon le De administrando imperio de Constantin VII de Byzance, en raison de l'alliance et le courage dont a fait preuve le peuple Magyar dans les guerres qu'il a mené contre les Khazars, Levedi, le premier Grand-Prince de Hongrie, qui était également célèbre pour sa bravoure, était donné une princesse Khazar en mariage « afin qu'elle puisse avoir des enfants de lui ». Cependant, il s'est avéré que Levedi n'a pas produit de progéniture avec cette dame.
Plus tard, après que les Khazars aient vaincu les Pétchénègues et les aient forcés à se réinstaller dans le pays des Hongrois, qu'ils ont vaincus et divisés en deux, les Khazars ont choisi Levedi, le « premier parmi les Hongrois », et ont cherché à faire de lui le prince des tribus hongroises afin qu'il « obéisse à la parole [des Khazars] et à [leur] ordre ». Ainsi, selon Constantin, le khagan Khazar a initié la centralisation du commandement des tribus hongroises afin de renforcer sa propre suzeraineté sur elles. Levedi, cependant, a refusé, parce qu'il n'était pas « assez fort pour cette règle ». Au lieu de cela, affirme Constantin, Levedi a proposé un autre voïvode hongrois, Álmos ou son fils Árpád comme prince des Hongrois.
La colonie magyare entre la Volga et l'Oural, les montagnes ont été nommées Lebedia, qui deviendra bientôt Levedia, après Levedi.

## Nom et titre
La seule source de la vie de Levedi est le De administrando imperio,  un livre écrit par l'empereur byzantin Constantin Porphyrogenitus vers 950. Selon une théorie, le nom est dérivé du mot slave commun « Lebedi », cygne. Selon l'historien Omeljan Pritsak, le nom de Levedi — qui était en fait un titre — est dérivé de l'expression turque « alp edi » ou « brave seigneur ».  L'historien hongrois Gyula Kristó, qui refuse la théorie de Pritsak, dit que le nom de Levedi est lié au verbe hongrois « lesz » (« être »).  D'autres érudits s'accordent à dire que l'origine du nom est probablement finno-ougrienne.  Il dérive du participe de l'ancien verbe lesz (« sera ») lës (signifiant levő - « être ») avec le suffixe diminutif -di. Un nom propre similaire (Lewedi) a été enregistré dans une charte hongroise, émise en 1138. 
Il a également été avancé que la terre, Lebedi, n'a pas tiré son nom du chef, mais l'inverse. Ainsi, le grand-prince avait obtenu son nom de la terre. Cependant, Kristó dit que ce serait en contraste avec la source et la pratique hongroise de donner des noms. 

## DansDe Administrando Imperio
Dans le De administrando imperio, Levedi est considéré comme l'un des voïvodes de l'un des sept clans de Hongrie, qui ont vécu avec les Khazars pendant un certain temps. On dit qu'ils ont combattu en alliance avec les Khazars dans toutes leurs guerres. Puis, à cause du courage des Hongrois et de leur alliance, le prince chagan (Khazar khan) a donné une noble dame Khazar (c'est-à-dire non membre de la famille du Khan) en mariage à leur premier voïvode Levedi. Les Hongrois, qui avaient vécu avec les Khazars, en tant qu'entité distincte, et combattirent vaillamment avec eux, avaient montré au Khagan l'illustre et le courage de leur peuple, et il donna au premier d'entre eux une princesse à épouser. Cependant, Levedi n'avait pas d'enfants d'elle. Le Percheng, dit par Constantin qu'il s'appelait auparavant Kangar (Κάγγαρ), après avoir été vaincu et déplacé par les Khazars dans le pays des Hongrois, a fait la guerre contre les Hongrois et, continue Constantin, les Hongrois ont été vaincus et forcés de quitter leur patrie. (en fait, c'est l'intervention des Magyars dans un conflit entre le Premier Empire bulgare et l'Empire byzantin qui a provoqué une contre-invasion conjointe des Bulgares et des Pétchénègues). Il dit ensuite que les Hongrois se sont divisés en deux parties : l'une est allée en Perse (Περσία) et l'autre, avec leur chef Levedi, s'est installée vers l'ouest. Le khan Khazar a envoyé un message aux Hongrois. Il a exigé que Levedi lui soit envoyé. Levedi a accepté et est allé voir le khan. Il demanda au chagan pourquoi il l'avait envoyé chercher, et celui-ci répondit : « Nous t'avons invité à cause de cela, afin que, puisque tu es noble et sage et valeureux et le premier parmi les [Hongrois], nous te nommons prince de ta nation, et tu obéiras à notre parole et à notre commandement. » Mais lui, en réponse, répondit au chagan : « Votre estime et votre but pour moi, j'estime hautement et vous exprime des remerciements appropriés, mais comme je ne suis pas assez fort pour cette règle, je ne peux pas vous obéir; d'autre part, cependant, il y a un voïvode autre que moi, appelé [ Álmos], et il a un fils appelé [Árpád]; que l'un d'eux, plutôt, soit celui-là [Álmos], soit son fils [Árpád], soit fait prince, et obéisse à ta parole. » Le chagan fut satisfait de la proposition et le renvoya avec quelques-uns de ses hommes. Après avoir discuté de la question avec son peuple, ils ont choisi ensemble Árpád comme prince. Ils l'ont choisi parce qu'il était supérieur et très admiré pour sa sagesse. Ils l'ont élevé sur un bouclier et en ont fait leur prince. Des années plus tard, les Perchenegs tombèrent sur les Hongrois et les chassèrent avec leur prince Árpád. À leur tour, les Hongrois chassèrent les habitants de la grande Moravie et s'installèrent sur leurs terres. Jusqu'au moment où Constantin écrit, dit-il, ils n'ont plus été attaqués par leurs ennemis les Perchenegs. 
Constantin note que les Hongrois ont élevé Árpád sur le bouclier à la manière des Khazars. En effet, la structure sociale historique des Hongrois était d'origine turque.  La langue hongroise est abondante en mots d'origine turque, et les Hongrois ont une certaine influence génétique et culturelle turque. Cependant, ils ne sont pas un peuple turc. D'un autre côté, comme l'a exprimé Constantin, ils vivaient parmi les Khazars, combattant dans toutes leurs guerres, et le premier d'entre eux, Levedi, reçut une princesse Khazar en mariage.
Levedi portait le titre de « voïvode », qui est d'origine slave. En utilisant ce titre, Porphyrogenitus faisait toujours référence aux chefs des sept tribus hongroises.  L'historien Dezső Paizs dit que Levedi était spécifiquement le chef de la tribu Megyer (l'une des sept tribus hongroises ancestrales), mais sa théorie n'a pas été largement acceptée. 

## Sources
- De Administrando Imperio, livre de Constantin VII